# Artyści (serial telewizyjny)
Artyści – polski serial emitowany przez TVP2 od 2 września do 21 października 2016. Autorem scenariusza jest dramaturg Paweł Demirski, a reżyserem – Monika Strzępka.
Serial został wyprodukowany przez Telewizję Polską przy współfinansowaniu Narodowego Instytutu Audiowizualnego.

## Produkcja
Czołówkę serialu zaprojektował i zanimował Piotr Dismas Zdanowicz.

## Dystrybucja
Od 17 lutego 2021 serial dostępny jest na platformie VOD Netflix.

## Fabuła
Serial opowiada o młodym, idealistycznym reżyserze, Marcinie Koniecznym, który zostaje wybrany na nowego dyrektora Teatru Popularnego w Warszawie. By wprowadzić w życie swoje ambitne plany dotyczące pracy instytucji, musi zmierzyć się z aktorami, pracownikami teatru, krytykami i urzędnikami.

## Obsada
| Aktor                   | Rola                                        |
| ----------------------- | ------------------------------------------- |
| Marcin Czarnik          | Marcin Konieczny, dyrektor teatru           |
| Adam Cywka              | Artur Sterczyński, dyrektor ds. finansowych |
| Miłogost Reczek         | dyrektor Wydziału Kultury Urzędu Miasta     |
| Michał Majnicz          | Jan Jaskuła                                 |
| Tomasz Nosiński         | Tomasz, sekretarz Koniecznego               |
| Edward Linde-Lubaszenko | Marek Popieł, portier                       |
| Ewa Dałkowska           | Helena, sprzątaczka-medium                  |
| Agnieszka Przepiórska   | Marta Konieczna                             |
| Agnieszka Glińska       | Iwona Kamińska, księgowa                    |
| Tadeusz Huk             | Marek Arabski, kierownik techniczny         |
| Dorota Segda            | inspicjentka Hanna Kurczab                  |
| Ewa Skibińska           | redaktorka Marzena Ochab                    |
| Tomasz Karolak          | aktor Tomasz „Gwiazdor” Gozdyra             |
| Dobromir Dymecki        | aktor Maciej „Kredyt”                       |
| Anna Ilczuk             | aktorka Anna Malarska „Wrażliwa”            |
| Krzysztof Dracz         | aktor Jerzy „Nestor”                        |
| Elżbieta Karkoszka      | aktorka Alina „Seniorka”                    |
| Marta Ojrzyńska         | aktorka Joanna Szpak „Gościnna”             |
| Antonina Choroszy       | aktorka Ewa Konarska „Diva”                 |
| Klara Bielawka          | aktorka „Młoda”                             |
| Włodzimierz Dyła        | aktor Włodzimierz „Wiarus”                  |
| Jerzy Trela             | duch profesora Konrada Kazanowicza          |
| Marek Frąckowiak        | duch Brzeziniaka                            |
| Andrzej Kłak            | Krzysztof Schiller, reżyser                 |
| Mikołaj Grabowski       | Lech Adamek, reżyser                        |
| Andrzej Seweryn         | strażak                                     |
| Marcin Pempuś           | barman, Nasir                               |
| Maria Maj               | bufetowa                                    |
| Anna Kłos-Kleszczewska  | mirosław Dymecka, audytorka                 |
| Michał Opaliński        | Radomir Dymecki, audytor                    |
| Iwona Staniec           | Izabela, suflerka                           |
| Jowita Ratowska         | Monika, charakteryzatorka                   |
| Milena Stec             | Sylwia, charakteryzatorka                   |
| Irena Mielnicka         | Grażyna, kostiumograf                       |
| Katarzyna Borecka       | Beata, kasjerka                             |
| Ryszard Kotys           | Janusz, szatniarz                           |
| Karol Miłkowski         | Kamil, ochroniarz                           |
| Piotr Milicki           | Tymoteusz, scenograf                        |
| Jarosław Wowoński       | Jarosław, oświetleniowiec                   |

## Spis serii
| Seria | Seria | Sezon       | Odcinki | Premiera serii  | Finał serii          | Pora emisji  | Średnia oglądalność |
| ----- | ----- | ----------- | ------- | --------------- | -------------------- | ------------ | ------------------- |
|       | 1.    | jesień 2016 | 1–8 (8) | 2 września 2016 | 21 października 2016 | piątek 22.20 | 344 489             |

## Odbiór
Serial otrzymał pozytywne recenzje. Michał Oleszczyk powiedział: „«Artystów» Moniki Strzępki i Pawła Demirskiego uważam za jeden z najlepszych polskich seriali, jaki powstał w Polsce w ostatnich latach”.
Kamil Śmiałkowski z portalu naEKRANIE.pl chwalił serial za realizację i interesującą historię: „Świetny, nowoczesny serial, który po prostu chce się oglądać. Dobrze wymyślone postacie, ciekawa intryga, dobrze dawkowane kolejne zwroty akcji czy problemy, na które natrafia główny bohater – wszystko tu po prostu działa”.
Krzysztof Połaski z Telemagazyn.pl komplementował dobór obsady, w tym grającego główną rolę Marcina Czarnika: „Urodzony w Oświęcimiu twórca kradnie dla siebie każdą scenę i stempluje ją typową dla siebie charyzmą. Strzałem w dziesiątkę są także Adam Cywka czy Tomasz Nosiński, których w końcu ma szansę dostrzec większa widownia”. Komplementował także zdjęcia i muzykę, pisząc: „Te zdjęcia to wizualna wirtuozeria. Efekt wspomaga doskonała muzyka autorstwa Jana Duszyńskiego”.
Łukasz Adamski na łamach portalu wPolityce.pl chwalił polot i realizm serialu: „błyskotliwy, autoironiczny scenariusz, krwiste postacie, świetne tempo akcji i, co najistotniejsze, doskonała satyra na świat teatru”. Krytyk porównał błyskotliwość scenariusza Artystów do filmu Birdman. Niektórzy krytycy widzą podobieństwa do seriali Dom i Mad Men.